# 1919 год в литературе

## События
- Владимир Набоков 2 апреля покинул Россию вместе с семьёй.

## Премии

### Международные
- Нобелевская премия по литературе — Карл Шпиттелер, «За несравненный эпос „Олимпийская весна“».

### Великобритания
- Готорнденская премия — основание премии; её лауреатом стал Эдвард Шанкс, «Королева Китая».

### США
- Пулитцеровская премия в категории художественное произведение, написанное американским писателем — Бут Таркингтон, «Великолепные Эмберсоны».
- Пулитцеровская премия в категории поэзия — Карл Сэндберг и Маргарет Виддемер.

### Франция
- Гонкуровская премия — Марсель Пруст, «Под сенью девушек в цвету».
- Премия Фемина — Ролан Доржеле, «Деревянные кресты».

## Книги

### Романы
- «Демиан» — роман Германа Гессе.
- «Луна и грош» — роман Сомерсета Моэма.
- «Уайнсбург, Огайо» — роман Шервуда Андерсона.
- «Юрген, Комедия справедливости» — роман Джеймса Кейбелла.

### Научная литература
- «Экономические последствия мира» — работа Джона Мейнарда Кейнса.

## Персоналии

### Родились
- 1 января — Джером Дэвид Сэлинджер, американский писатель.
- 7 января — Роберт Данкен, американский поэт.
- 9 января — Ханс Леберт, австрийский писатель и оперный певец.
- 16 февраля — Наталия Роллечек, польская детская писательница и драматург (ум. 2019).
- 7 марта — Абдуррахман Пажвак, афганский прозаик, поэт, переводчик.
- 22 марта — Исидора Агирре, чилийская писательница и драматург (ум. 2011).
- 22 апреля — Эдит Тьемпо, филиппинская поэтесса, писательница-фантаст, литературовед (ум. 2011).
- 7 мая — Роберт Адлиман, американский писатель.
- 31 мая – Хюи Кан, вьетнамский поэт (умер в 2005).
- 20 июля — Хосе Рамон Медина, венесуэльский прозаик и поэт (ум. 2010).
- 26 июля — Анатолий Яновский, советский писатель-прозаик, драматург.
- 31 июля — Примо Леви, итальянский поэт.
- 22 октября — Дорис Лессинг, британская писательница-фантаст.
- 8 ноября — Пурушоттам Лаксман Дешпанде, индийский писатель.
- 26 ноября — Фредерик Пол, американский писатель-фантаст.
- 31 декабря — Абд аль-Карим Галлаб, марокканский писатель (ум. 2017).

### Скончались
- 9 февраля — Людвиг Мориц Филипп Гейгер, немецкий писатель, журналист, редактор, литературный критик, историк литературы, биограф, искусствовед и переводчик (род. в 1848)[1].
- 9 февраля — Адольфу Коэльо, португальский писатель (умер в 1847).
- 20 февраля — Мартин Коронадо, аргентинский драматург, журналист, поэт (род. в 1850).
- 18 марта — Казимир Лейно, финский поэт и прозаик (родился в 1866).
- 6 мая — Лаймен Фрэнк Баум, американский писатель (родился в 1856).
- 10 мая — Фердинандо Фонтана, итальянский драматург, либреттист, поэт, писатель, переводчик (родился в 1850).
- 13 июня – Петер Белла, словацкий поэт (род. в 1842).
- Ольга Накко, русская писательница (род. в 1840).